# تیم دوچرخه‌سواری سول برزیل
تیم دوچرخه‌سواری سول برزیل (پرتغالی: Soul Brasil Pro Cycling) یک تیم دوچرخه‌سواری در کشور برزیل است.
این تیم که در سال ۲۰۱۰ تأسیس شده در تورهای قاره‌ای دوچرخه‌سواری شرکت می‌کند.